# پنجه‌درازها
پنجه‌درازها (نام علمی: Macronyx) نام یک سرده از خانواده دم‌جنبانکان است.